# منتخب إيطاليا تحت 18 سنة لهوكي الجليد للسيدات
منتخب إيطاليا تحت 18 سنة لهوكي الجليد للسيدات هو ممثل إيطاليا الرسمي في المنافسات الدولية في هوكي الجليد في فئة هوكي الجليد للسيدات ‏ تحت 18 سنة.

## طالع أيضًا
- منتخب إيطاليا تحت 18 سنة لهوكي الجليد للرجال